# Apodemia marginalis
Apodemia marginalis är en fjärilsart som beskrevs av Henry Skinner 1920. Apodemia marginalis ingår i släktet Apodemia och familjen Riodinidae. Inga underarter finns listade i Catalogue of Life.